# ウゴウゴルーガ
『ウゴウゴ・ルーガ』（UGO UGO LHUGA）は、一部フジテレビ系列局ほかで放送されたフジテレビ制作による子供向けバラエティ番組。制作局のフジテレビでは1992年10月5日から1994年3月25日にかけて放送された。略称は「ウゴウゴ」「ウゴルー」など。新聞のテレビ欄では「ルーガ」と記載される場合があった。

## 概要
2人の子役が扮した「ウゴウゴくん」と「ルーガちゃん」をメインに据え、当時としては珍しい3DCGで構成された、海外のポピュラー文化の影響を強く受けた原色基調のヴァーチャルスタジオや会話と同期してアニメーションするコミカルなCGキャラクターが登場し、内容は畳みかけるような数秒〜数分間のコーナー、子供番組とは思えないシュールなギャグが連発し、時には番組スタッフに関する楽屋落ちや下ネタ、発言にピー音がかかる過激な内容もあった。番組の合言葉「おきらくごくらく」は流行語にもなった。番組タイトルの「ウゴウゴ・ルーガ」は1993年の新語・流行語大賞で表現部門・銀賞を受賞している。
当時の番組チーフディレクターによれば、純粋な子供番組として制作されたものの、その内容から視聴者には出勤・通学前の若者も多かったと言われている。「単なる子供番組にはせずラジカルにやりたかった。『自分たちが子供ならこういう番組が観たい』といった感じで、子供は実は割と大人だということを考えた上で、世の中の価値や人々の多様性を伝えたかった」といったことも話している。また、番組オープニングには当時流行したボディコンギャルのCGが登場するが、タイトルの「ウゴウゴルーガ」は、往年の大橋巨泉が当時の「ゴーゴーガール」を指した業界調のフレーズが由来であり、「イケイケギャル」を意識したものではなかったとのこと。
メインに登場するCGキャラクターは世界的映像作家岩井俊雄のデザインによるもので、Amigaなどによって作成された。このほか、田中秀幸、秋元きつね、森川幸人、岡崎京子、うるまでるび、白佐木和馬など、CGアニメ、アート、テレビゲームなど各方面で活躍するクリエイターたちが参加していた。なお、同CG作家やチーフディレクターは『アインシュタイン』も制作していた。
なお、番組内では上記のコーナーだけではなく、キヨノサチコ作の絵本作品「ノンタン」シリーズをアニメ化した『ノンタンといっしょ』やパラッパラッパーなどのキャラクターデザインを手がけたロドニー・アラン・グリーンブラットの日本デビュー作品「ロドニー・ガイ」などの外部の作家による作品も放送された。

## ウゴウゴ・ルーガ2号
1993年10月22日から1994年2月25日の金曜 19時 - 19時30分に生放送の『ウゴウゴ・ルーガ2号』も放送され、ピチカート・ファイヴやコーネリアスが楽曲を提供した。日本のテレビ番組においてテレゴングのシステムをいち早く取り入れた。裏番組であるテレビ朝日『ドラえもん』の人気には勝つことが出来ず短期で打ち切りとなった。なお『2号』終了後は、19時30分開始の84分番組『金曜ファミリーランド』を、約1か月半の間19時開始の114分番組に拡大して4月15日開始の『快傑!ヘルパー』へと繋げた。
放送期間中『金曜ファミリーランド』拡大版と大晦日特別番組で5回休止。
| 回 | 放送日         | 新聞「テレビ番組表」           |
| -- | -------------- | ------------------------------ |
| 01 | 1993年10月22日 | 生放送だョ                     |
| 02 | 1993年10月29日 | 激突！おやじ！すもう生ドラマ！ |
| 03 | 1993年11月05日 | 朝と違う！生放送▽夜の生ドラマ  |
| 04 | 1993年11月19日 | 生ドラマ、豪華ゲストにＣＧ相撲 |
| 05 | 1993年11月26日 | アホの坂田対ムンムン五月みどり |
| 06 | 1993年12月03日 | ▽Ｆ１片山右京対宗教学中沢新一  |
| 07 | 1993年12月10日 | ▽ジミーにイッセー西武工藤登場  |
| 08 | 1994年01月14日 | 生歌謡ショー小山田にキダ女ぶろ |
| 09 | 1994年01月21日 | ウゴ君涙の復活!!ウイッキーさん |
| 10 | 1994年01月28日 | 激突！八十助vs小朝▽ＯＬ告白！  |
| 11 | 1994年02月04日 | お色気絵かき飯島愛▽アナドラマ  |
| 12 | 1994年02月11日 | 柳生博vsウッフン！かとうれいこ |
| 13 | 1994年02月18日 | セルジオ＆ふみえ▽ドラマ最終回  |
| 14 | 1994年02月25日 | ヤングスター歌の競演▽海外中継  |

## CG表現の実験場としての価値
CG制作用パソコンのAmigaによる、先進的なCG表現で話題となった『TV's TV』や『アインシュタイン』のスタッフが制作を担当しており、当時珍しかったバーチャルスタジオを使用していた。さらに、日本で拡張現実（AR）を最初に実用化した番組シリーズである点も特筆に値する。放送当時はVRが第1次ブームを迎えていたとはいえ、人間の知覚の要求水準からすればコンピュータやセンサの性能が遥かに低く、単発の技術実験的なコンテンツが作られる程度であった。その状況下で、アテレコと同期してリアルタイムに制御されたCGキャラクターを合成し出演者と対話させる形式で、子供向けにシリーズ化されたテレビ番組を制作することは、世界的に見ても非常に先進的であった。CGキャラクターの操作には番組用に改造されたスーパーファミコンのコントローラが用いられた。
1993年4月5日 - 9日・同年8月17日 - 20日の本編枠に、当時では画期的なCG合成での生放送や、同年8月17日 - 20日 16時の生放送 午後の部「ウゴウゴルーガ ミュージアム オンエア」には板橋区立美術館にて入場客がその場で描いたCGを「作品」として展示する展覧会を行い、そこをサテライトスタジオとして生中継するなど、メディアアートの実験の場としても大いに活用された。この番組で行われたCG表現に関する実験は、後の番組の基本フォーマットにも大きな影響を与えた。

## 番組の終了
1994年に、報道番組（『めざましテレビ』）を朝に据えたいというフジテレビの方針転換により番組終了が決定した。
プロデューサーの桜井郁子やディレクターの福原伸治らが当時を振り返るインタビューで語ることによれば、番組の終了は単なる外部的要因だけではなく、毎週のように試行錯誤を繰り返し、次々と新しい表現や技術に取り組まなければいけない強迫観念にスタッフが次第に迫られていったことを挙げている。特に福原は「あの頃は熱病のようだった」「テレビの中でテクノロジーを使い尽くした」とまで語っている。桜井も、「（コーナーを焼きなおしたり、キャラクターを着ぐるみにしてショーを廻るなどして）10年間行けるのに、なんで1年半で番組が終わるの？」と問われたとき「もう全員が前のめりに倒れました。これ以上できません」と答えたという。

### 最終週の放送内容
月曜日以外はすべて生放送だった。
【1994年3月21日（月）】『総集編』
シュールくんとトマトちゃんのナレーションのもと番組の過去の映像を振り返った。
【1994年3月22日（火）】『クイズ!ウゴウゴルーガ』
日本初のバーチャルセットをつかったクイズ番組。途中、出演者が解答ボタンを連打してしまったため処理が追いつかず得点の表示が乱れたり、本来減点対象とならないチームが減点されるなどした。
【1994年3月23日（水）】『実写版どなたですか?スペシャル』
ウゴウゴ、ルーガ、大坪千夏の三人がちゃぶ台を囲んで食事をする中、井上晴美、山崎邦正、ロバート・ハリス、クリス・ペプラー、ココリコなどのゲストが続々と登場した。
【1994年3月24日（木）】『実写版ウゴウゴルーガ』
普段の放送を逆手に取り、CGを一切使わずに放送。この日のためだけにセットが組まれ、各種コーナーも実写、キャラクターも実写で登場した。
【1994年3月25日（金）】『最終回』
CGキャラクターが総出演。ウゴウゴとルーガが各キャラクターに御礼の挨拶をして回った。冒頭では画面全体に、オープニングタイトル以降は画面左上に残り1,725秒（28分45秒）からのカウントダウンが表示され、番組の最後にはウゴウゴが涙を見せた。提供後の番組ラスト5秒は、CGが切られたスタジオでの出演者とスタッフ総出のカウントダウンであった。

## 終了後
最終回の翌週、1994年3月28日（月曜日）から31日（木曜日）まではつなぎ番組として『ハイスクールミステリー学園七不思議』の第32話から第35話までを再放送、新年度となった4月1日（金曜日）から『めざましテレビ』が放送開始され、2023年現在も放送されている。なお、『めざまし』のコーナー「早耳トレンドNo.1」（現在の「イマドキ」）には「早耳ムスメ」（現在の「イマドキガール」）として小出が2006年10月から半年間出演していた。
2005年4月から2007年10月にかけて、CS放送・フジテレビ721・739で再放送された。また同月より当番組の流れをくむといわれる教育番組『ガチャガチャポン!』が放送され、ミカンせいじんが再登場した。
2007年には放送から15年を記念し、受注限定生産による復刻DVD-BOX『ウゴウゴルーガ おきらくごくらく15年! 不完全復刻DVD-BOX』が発売決定。それに伴い、5月17日にフジテレビ、5月25日にフジテレビ721にて特別番組『復活!じゃないよ!?ウゴウゴルーガスペシャル』が放送された。ルーガちゃんこと小出が幼稚園を訪問し当時の番組をVTRで紹介したり、ヴァーチャルスタジオにマリエが出演しリメイクされたCGキャラクター（テレビくん、トマトちゃん、ロボットくん）と掛け合い。また当時、本人曰く「自分探しの旅をしている最中」であったウゴウゴくんこと田嶋のもとに、海外から帰国した大坪千夏が訪ねるドキュメントの様子も放送された。
2009年3月25日、キャラクター別傑作選『ウゴウゴ・ルーガDVD 地球にたぶん優しいエコシリーズ』全5巻が発売。当番組のプロデューサーだった桜井が2009年当時、CSR推進室に在籍していたことによりエコシリーズと銘打たれての発売となった。そのため、このDVDケースのトレイ部分にはフジテレビから出た紙ごみが51％以上配合されている。
2021年7月5日、「電波少年W 〜あなたのテレビの記憶を集めた〜い!〜」（WOWOWプライム）にて当番組の特集が組まれた。ディレクターを務めた福原が出演。当日舞台出演のため欠席したMCの松本明子に代わり千秋がゲストMCを担当、「ノンタン」オーディション時の裏話などを披露した。ルーガちゃんこと小出由華も手紙を寄せたほか、ウゴウゴルーガに関する視聴者参加型の記憶力クイズ大会も開催された。土屋敏男によると、フジテレビから合計10秒程度しか映像が借りられなかったことが番組内で語られている。

## エピソード
- チーフディレクターの福原伸治によると、元々この番組は「夜の子供番組」をコンセプトに企画されたもので、企画書も毎週水曜日21時 - 21時54分放送[注 8]を想定して提出したが最終段階で不採用となり、その代わり、当時は朝の時間帯にヒット番組が無かったことから平日朝の時間帯に回されてスタートすることとなった[6]。本番組は、同じく福原が係わっていた深夜番組『TV's TV』や『アインシュタイン』などの実験的制作の精神が結実したものと評されている[6]。
- 関西エリアでは週1回のみの放送であったが（#放送時間参照）、番組では各所で関西弁が多用され、効果的に使われていた。また、生放送週間ではぼんちおさむが生出演するなど関西色を感じさせた。
- ウゴウゴ役の田嶋が入院により欠席した際、当初は人形を利用した収録だったが、その後、1994年1月24日から28日までの放送分は中井美穂、松尾紀子、陣内誠、中村江里子、川端健嗣の順でフジテレビアナウンサー5名が日替わりで代任した[3]。
- 1993年4月1日の放送では、時間帯が変更になり、秋田、新潟、富山、福井、沖縄[注 9]でもネットされるようになったが、放送されたのは番組タイトルすら出ず、本編から提供ベースにいたるまで全て、ウンチを模したCGキャラクター「プリプリはかせ」のコーナー。前日までこの時間帯はニュース番組であり、知らずにチャンネルを合わせた視聴者や、これまで番組を観られなかった地方の視聴者から、テレビ局に苦情や問い合わせの電話が殺到（生放送で行われた翌週、4月8日の同コーナーにて問い合わせが700件も来たことが明かされた）。スタッフは（当日がエイプリルフールということもあり）狙ってやったようだが、放送後、上層部に相当しかられたという[6][11]。またこの日の放送では田中康夫やそうる透が提供した蘊蓄ネタも放送され、「ブータン王国で番組ネット開始」などのエイプリルフールらしいジョークネタもやっていた。
- その翌日の1993年4月2日には「おとのはくぶつかんスペシャル」と題して30分まるごと放送された。なお前日の「プリプリはかせ」で「明日のウゴウゴルーガはヘッドホンを付けたほうがおもしろいらしいぞ」とネタ絡みで告知していた。
- 1993年7月24日に放送された『第7回FNS大サービスバラエティー1億2450万人の平成教育テレビ』内の横浜球場からの中継では、せんにちまえちなつ・ちあきコンビ（大坪千夏アナ・千秋）が登場。いきなり漫才を始め、スタジオに画面が戻るとビートたけしに「誰がひとネタやれつったんだ!この野郎!」「この姉ちゃん（大坪アナのこと）、クビにしたほうがいいんじゃねぇか」と突っ込まれた。また逸見政孝には「しらっとやってますねぇーしかし」と評された[17]。
- 1993年8月28日（土曜日）20時 - 20時54分[注 10][18]に1時間のスペシャル版『ウゴウゴ・ルーガ なつデラックス（通称：ウゴルーDX）』が放送された。
  - また、同番組にはその年の6月にYMOを再結成した細野晴臣がゲスト出演。その際、ロボットくんが「YMOはもうやらないんですか?」と質問したところ、細野は「いま休憩中」と答えた。
  - 同デラックスでは実写版ミカンせいじんがモスクワ・赤の広場、ニューヨーク・タイムズスクエア、ロンドン、パリ、そしてF1開催中のベルギー・スパ・フランコルシャンサーキットに出没（DVD-BOXではモスクワとニューヨークのみになってある）。世界五元生中継をおこなった。なお、ミカンせいじんの着ぐるみはサイズが大きいため、航空機のファーストクラスに置くなどして現地に運んだため、これだけで1,000万円はかかったという[6]。
- 1994年1月12日放送回では、ウゴウゴがトマトちゃんとの掛け合いの最中、うっかり本名を言ってしまう珍事が発生した。その際ルーガから、「田嶋って誰？」というフォローに近いツッコミをされた。
- ピチカート・ファイヴの代表曲となる「東京は夜の七時」は、金曜夜7時放送のウゴウゴルーガ2号のオープニングテーマとして「東京の夜7時にピッタリの曲を」ということで依頼された。しかし番組の末期では割愛されることも多かった。また、2016年リオパラリンピック閉会式の「フラッグハンドオーバーセレモニー」において、椎名林檎作詞・編曲のアンサーソングが公開された。2018年には同曲の発売25周年を記念して小西康陽が新たに編曲とプロデュースを手がけた野宮真貴によるセルフカバーの特別バージョンが製作される[19]など、息の長い楽曲となっている。なお『ウゴウゴルーガ2号』の生放送において、当時河田町にあったフジテレビ本社の屋上でピチカート・ファイヴのライブを行ったところ、近隣から苦情が来て始末書を何枚も書いたとチーフディレクターの福原が話している[6]。

## 登場キャラクター
ウゴウゴくん（田嶋秀任）
ルーガちゃん（小出由華）

### CGキャラクター
※ウゴウゴ、ルーガと掛け合いをするキャラクター。声はおもに番組スタッフがつとめる。
テレビくん
声：桜井郁子プロデューサー、デザイン：岩井俊雄
番組の締め役的存在。手足のついた赤いテレビで、青い画面の部分が顔になっている。冒頭やエンディングなどでことわざなどを伝授する。番組開始当初は語尾に「ござる」と付けていた。初期の金曜日の放送ではウゴウゴとルーガが食事をする部屋があり、食べ物についての話を行っている。番組の提供がバンダイのため、ウゴウゴとルーガに「バンダーイ」と言うと玩具がもらえるなどと入れ知恵したこともある模様。ウゴウゴルーガ2号の初期（テレビくん2号が登場するまでの間）にも登場し、出演者の不適切な発言があった時には謝罪もした。
復活SPではハイビジョンサイズ（16:9）の薄型テレビにリメイクされて登場。
シュールくん
声：昼間徹史ディレクター 、デザイン：岩井俊雄
ベレー帽をかぶり、手にパレットと絵筆を持ったフランス画家風のキャラクター。顔が赤・黄・青の三原色に塗り分けられている。壁にかけられた額縁の中から登場し、「きめてきめて」というセリフのあと、とても子供相手とは思えないシビアかつ突拍子もない二択問題（例・「財津一郎と小沢一郎、キビシ〜ッはどっち?」「羽田派の旗揚げとはたはたからあげ、いただけないのはどっち?」など）を出題する。答える二人もまともに選択肢を言えないため、「いちばんめー！」「にばんめー！」と答えることが多かった。二人の回答がおかしかった場合にパレットと筆を落とし、顔が大きくなるという驚き呆れる仕草もする。正解かどうかのジャッジは質問の内容上、二人の答えが違った場合でも両方とも正解にしてしまうこともあった。ときどき下ネタを連発するクセがある。
フランス語が堪能で、フランスからのゲストが来たときは通訳をこなしていた。上記二択問題でも「ケスチョン・アン」などフランス語で問題番号を言っていた。
放送中に「スキー場でナンパしていた」ことを暴露された声優は後に野宮真貴と結婚しており、野宮のソロアルバムにも参加している。
トマトちゃん
声：中島さゆりアシスタントプロデューサー、デザイン：岩井俊雄
大きなトマト型の顔をした少女。いろいろな悩み相談をする。少女漫画のような大きいキラキラの目で、辛いことがあるとすぐに涙を流す。復活SPではリメイク版が登場し、涙を流すと虹が現れる。
ロボットくん
デザイン：岩井俊雄
赤いボディのロボット。二人になぞなぞを出し、正解するとロケットパンチを発射する。二人がおかしな回答をすると体がバラバラになったり、頭から飛行機が飛び出したりする。復活SPではリメイク版が登場し、体がバラバラになると土煙が起こる。
トノサマ
デザイン：秋元きつね
だるまのようなずんぐりむっくりの殿様。つづらの中から登場し、二人に往年のギャグを伝授する。
声優はロボットくんとの兼ね役。
ぶたくん（ツインピッグス）
声：中島さゆりアシスタントプロデューサー、デザイン：AVAX
双子のブタ。二匹の立ち位置が入れ替わる動きもするが、姿形、動きや声まで全く同じで判別はできない。初期はウゴウゴたちとしりとりなどをして遊んでいたが、後に「ブーブーブー、不満のブー!」のセリフと共に社会に対する不満をぶちまけるというキャラクターとなった。よく鼻血を噴水のように出しながらズッコケる。
プラネットちゃん
声：荻野目洋子、デザイン：岩井俊雄
ステッキを持ち、早口言葉が得意な緑色の異星人。宇宙船に乗って到着する星の上にいる。「シューティング・スター!」の掛け声とともに流れ星を発生させ、ウゴウゴたちが願い事を言う。そのほとんどは子供らしい無邪気なものだが「『どこでも○○』が欲しい」（○○は番組内での伏せ字）といった、テレビ的にギリギリの願いも見受けられた。生放送の時には天気予報のコーナーを担当。
トニー
声：昼間徹史ディレクター、デザイン：野澤現
アフロヘアーにサングラスのDJ(?)。「ゴールドラッシュ」と称して2人に珍妙なモノマネを教える。
おやじ1号
デザイン：秋元きつね
ウゴウゴとルーガに楽器（ギター、ベース、またはドラム）を演奏させるバーコード頭の中年男性。ジャンちゃんとジャカちゃんというバンドメンバーがいる。
関西弁のダジャレをこよなく愛する。あまりの下らなさに自ら「ぴゅー、さぶー」とリアクションする。頻繁に鼻クソをほじくったり下半身を掻いたりする。ごく稀にタンを吐く。
おやじ2号
デザイン：秋元きつね
1号の後に登場したキャラクター。関西弁ではなく東京弁で話す。
グー
タラコ唇の鳥のようなキャラクター。関西弁を教える。番組末期に登場し、出番は数回だけだった。
ロボットくんの弟・妹（ロボ子）
弟の声：昼間徹史ディレクター、ロボ子の声：桜井郁子プロデューサー、デザイン：勝聡
ロボットくん（の声優）のピンチヒッターで登場。弟は緑色のボディで目元が涼しげ。ロボ子は黄色のボディで、小さいお兄ちゃん（緑色のボディの次兄）は女っぽいと指摘している。
弟の声はシュールくん、トニーとの兼ね役。
テレビくん2号
デザイン：岩井俊雄
ウゴウゴルーガ2号の締め役。緑色の画面の顔と太い眉毛が特徴。決め台詞は「キュキュッとしめてドバーッといこう！」。
トニー2号
デザイン：野澤現
ウゴウゴルーガ2号に登場。

### コーナー内キャラクター
※数秒から数分の短いコーナー（CGアニメなど）に登場するキャラクター。なお、ここに挙げたもののほかにも数多くのコーナーが存在した。本項では代表的なものを記述。
ミカンせいじん
デザイン：白佐木和馬
ミカンに手足が生えたような宇宙人。のちに発売されたCD「デラックス」内のブックレットによると、胞子によって増殖することが分かる。その行動は謎が多い。ソフトウェア会社ビレッジセンターのマスコットキャラクターにもなっており、スクリーンセーバーなどの商品が発売されている。放送終了後も、子供番組『ガチャガチャポン!』のレギュラーキャラクターとして登場したり、フジテレビホームページ内デジタルマガジン『週刊少年タケシ』にてアニメが連載されたりと根強い人気を持っている。
イチゴせいじん
デザイン：白佐木和馬
イチゴが逆さまになって足だけが生えたような宇宙人。ミカンせいじんのライバルらしい。足音がカシャカシャという。
がんばれまさおくん
デザイン：秋元きつね
ブルーバックに白の線画で描かれたシンプルなキャラクター。毎回のように悲惨な目にあう。
プリプリはかせ
デザイン：田中秀幸
洋式便器の中から顔を出し、「○○らしいゾ」と豆知識やうんちくを垂れるウンチの形をしたキャラクター。毎回最後は水に流されて終わる。番組が通常の録画ではなく生放送の際は「ナマプリはかせ」となる。番組後期にはリニューアルされている。
サナダせんせい
デザイン：田中秀幸
尻の穴から顔を出すサナダムシのキャラクター（見た目はアリに近い）。古今東西の偉人・有名人が残した名言・格言を言った後、最後に「う〜ん、ス・テ・キ」という決まり文句で締めつつ再び尻の穴に戻る。サナダせんせいという名前は、ドラマ『高校教師』（TBSテレビ） で主人公の先生役を演じたのが真田広之であることから。
ムケちゃん
デザイン：田中秀幸
ウゴウゴルーガ2号に登場。ズボンのチャックから出て来る男性器を模したキャラクター。登場人物やスタッフなどの内輪ネタを言った後、「ぷるぷるっ…ふぅ〜」と言い残して去ってゆく。
おやじむし
デザイン：田中秀幸
大きな鼻を持つ、ハゲオヤジの頭に手足が生えたようなキャラクター。「電話のないとこだったんだよ〜」などと、いかにも世の中年男性が言いそうなセリフを吐く。何体もの変種が存在し、よく番組アイキャッチで紹介されていた（まれに変種ばかり放送された回も存在する）。また、視聴者から公募したオリジナルの「おやじむし」のイラストを採用したこともある。
パンチくん
デザイン： 田中秀幸
「へろへろッス」が口グセ。番組スタッフがモデルと見られる。最終週の水曜日「実写版どなたですか?スペシャル」で本人と思われる人物が出演している。
しかと
デザイン：うるまでるび
ヨーデルのBGMにあわせ、アルプス風の風景をのんびりと歩き回るヘラジカのキャラクター。無表情で何も考えず、仲間やガケが目の前にあっても気にせず悠々と進み続けることが多い。山頂の黄金の巨大なしかとの偶像に集団で集って山頂が崩れるということもあった。みかん星人同様にスクリーンセーバーが発売されている。
ぶるたぶちゃん
デザイン：うるまでるび
ターバン風の布を頭に巻いたキャラクター。どこかの国の王室の使用人らしい。どこでも平気で大量に脱糞したり悪戯したりと「下品で悪いキャラクター」として製作された。王子の「るびでる」がいつも彼の悪戯に悩まされており、ぶるたぶの出す大量の脱糞に巻き込まれたり巻き添えを喰らっている。
さかもとさん
デザイン：青木俊直
悪戯をする子供の前に突然現れてボコボコに殴る男。実在のスタッフがモデルである。最終週の木曜日「実写版ウゴウゴルーガ」にて、本人と思われる人物が同コーナーで主演している。
てんざるくん
デザイン：青木俊直
頭にエビ天を乗せたサル。バナナが大好物。
あにき
デザイン：森川幸人
角刈りでマッチョなビキニパンツの男。自力で空を飛び、降下してきたUFOを蹴って破壊するなどその能力は人間離れしているが、行動は地球を狙う緑色の宇宙人から地球を守ったかと思うと周りの生物にイタズラしたりと謎が多い。いつもサルがそばにおり、同居している模様。自宅には「欲」と書かれた額が飾られている。生放送の際に放映された「生あにき」によると貧弱な男が宇宙人と戦うために博士（サル）に強化されて誕生したらしい。あにきは5 - 6人が存在し、複数で登場したこともある。コーナーBGMは、倍賞千恵子が歌うNHK朝ドラ『おはなはん』のテーマ曲（歌詞の「愛に生きる人」=あいにいきるひと より。また倍賞は、かつてテレビドラマ『あにき』（TBSテレビ）に出演していた。）。
だいさく
番組内ドラマ「はらぺこだいさく」に登場。世界一の食いしん坊を目指す九州男児。
グレゴリー松本
番組内ドラマ「はらぺこだいさく」に登場。だいさくのライバル。
ツトムくん（けんこう）
番組内ドラマ「ふしぎしょうてんがい」に登場。
ポストマン（手塚とおる）
こうもんさま
悪人の面前に「このこうもんが目に入らぬかぁ！」と叫びながら尻を突き出すご隠居であり、「水戸黄門」と「肛門」を掛けている。
しっこかけにん
悪人を「おしっこ」で成敗する仕掛人であり、「必殺仕掛人」と「おしっこ」を掛けている。
くそがたへいじ
悪人を「くそ」で成敗する岡っ引き、「銭形平次」の銭を「くそ」に変えただけ。
おやじ
前述の「おやじむし」とは全く別のキャラクター。基本的に女声が冷静にナレーションをする中、後ろで男性がストーリーに沿って早口で掛け合いをする。コーナータイトルによって名称は変化する。
「ある○○○○のいちにち」などの例
あるおやじのいちにち
あるとのさまのいちにち
あるおおがねもちのむすこのいちにち
あるうれないまんざいしのいちにち
あるせいぎのみかたのいちにち
あるリポーターのいちにち
あるろうにんせいのいちねん
あるみとこうもんのまんゆう - 前述の「こうもんさま」とは別キャラクター。後述の「みとおやじ」の例もある。
特に「おやじ」と名のつくものはシリーズ化され、
あるおやじのハワイりょこう
あるおやじのわかがえりにちょうせん
あるおやじのたいりょくづくりにちょうせん
あかちゃんおやじ
などがあった。
パロディタイトルの例（カッコは元ネタ）
みとおやじ（水戸黄門）オープニングBGMが男性二人のアカペラだった。
かんちょうかめん、かんちょうかめんX（月光仮面）
セーラーオヤジムーン（美少女戦士セーラームーン）
おやじん28ごう（鉄人28号）
おやじつかいサリー（魔法使いサリー）
スーパーオヤジブラザーズ（スーパーマリオブラザーズ） - マリオ・ルイージ兄弟風の姿で登場。なお冒頭では、『スーパーマリオランド』のシューティング面のBGMが使われていた。
なお、番組の最終週は男性器をモチーフにしたと思しき「じしんまんまんおやじ」が登場しており、おやじシリーズ中かなり過激なコーナーとなっていた。

### ナレーター
- きたろう
- 酒井敏也「みずいろぞうさん」
- ランシュー・クリストフ
- ピエール・ジル
- ロバート・ハリス「あさのごがく」
- マイク・ネルソン
- 大坪千夏
- 城ヶ崎祐子
- 西村知美（1993年4月の生放送の1週間限定で、「ウゴルーてんきよほう」で天気を紹介する「ソラミン」を担当）

## テーマ曲

### オープニングテーマ
ウゴウゴルーガ
- こどもなんだよ（作詞：TOKI、作曲：キャット・ミキ、近田春夫、編曲：近田春夫、歌：キャット・ミキ）
- 俺じゃだめなのかい（作詞：仁井谷俊也、作曲：大谷明裕、歌：小金沢昇司）
- CRYING ON MONDAY（作詞・作曲・歌：NOKKO）

ウゴウゴルーガ2号
- 東京は夜の七時（作詞・作曲：小西康陽、歌：ピチカート・ファイヴ）

### エンディングテーマ
ウゴウゴルーガ
- ふたごのチチとカカ（作詞・作曲・イラスト - 中尊寺ゆつこ / 歌 - ウゴウゴルーガ）
- ショーガクセー イズ デッド（作詞 - ピエール瀧 / 作・編曲 - プリンストンガ / 歌 - 羽野晶紀 with ウゴウゴくんとルーガちゃん）
- 夢みるPLANET（作詞 - 吉元由美 / 作曲 - 浅田直 / 歌 - 荻野目洋子）
- あきのくりづくしメニュー（作詞・作曲 - 近田春夫 / 歌 - せんにちまえちなつ・ちあき）
- Never Give Up（作詞・作曲・編曲 - 田島貴男 / 歌 - ORIGINAL LOVE）
- THE KIDS（作詞・作曲 - ジェイ・ケイ、トビー・スミス / 歌 - ジャミロクワイ）

ウゴウゴルーガ2号
- PERFECT RAINBOW（作詞・作曲 - 小山田圭吾 / 歌 - コーネリアス）

## スタッフ
- プロデューサー：桜井郁子、西上均
- チーフディレクター：福原伸治
- ディレクター：石井浩二 ほか
- 構成：渡邊健一、高瀬真尚、下尾雅美、アサダアツシ
- タイトル：田中秀幸（フレイムグラフィックス）
- CG/イラストデザイン：岩井俊雄、田中秀幸、秋元きつね、白佐木和馬、野澤現、勝聡、うるまでるび、青木俊直、森川幸人、JIM COK DESIGN、ロドニー・アラン・グリーンブラット、中尊寺ゆつこ、岡崎京子、J.オットー・シーボルト[8]
- 編集：一ノ瀬勝
- MA：比嘉努
- 音響効果：須賀尾克美
- 制作協力：読売広告社、「ももいろぞうさん」東北新社・フジエイト（現：フジクリエイティブコーポレーション・ももいろぞうさんの日本側のコンテンツ輸入代理）、「ぼくらはみんないきている」イースト (山本雅泰、手塚公一)

### はだかでかがく
- 構成：かねこりゅういち、西舘彰芳

### みずいろぞうさん（わくせいやさいいためていしょく）
- 原作：TATEKI「野菜動物園」
- 作家：渡邊健一、浦沢義雄 ほか
- ディレクター：矢吹透、いわさきこうじ ほか
- プロデューサー：杉山豊
- ヴィジュアルデザイン：こんどうまなぶ
- タイトルアニメーション：スタジオぎゃろっぷ
- 制作協力:NAS

テーマソング
- ウハウハイヒイヒドッチラケ（作詞：青島幸男、作編曲：宮川泰、歌：二葉百合子）

### みなみどうよう
- 歌：三波春夫

## コーナー
ももいろぞうさん
みずいろぞうさん→みずいろぞうさん わくせいやさいいためていしょく
動物と野菜などの食べ物が組み合わさった生物たちが繰り広げる愉快な着ぐるみ人形劇。
ノンタンといっしょ
あさのぶんがく
大坪千夏のナレーションで古今東西の文学を駆け足で紹介する。BGMは凝っており羅生門ではルトスワフスキの交響曲第三番が使われていた。後年にオープニングに使われたのはKing Dale - Utter (Hardcore Power Mix)（あさ、に聞こえるから）。
あさのごがく
外国語からワンフレーズ紹介。ポルトガル語やバングラデシュ語（原文表記ママ、本来はベンガル語）やウルドゥー語など、英語以外の言語ばかり。当初は役に立つ挨拶だったが、のちには「おかあちゃんかんにんして」や「やさしくしてね」、果ては「わたしかるいおんなじゃないのよ」「おとなのこいがしたいの」「えんだかにはどめをかけたい」など大人の言葉遣いばかりであった。BGMは対応している言語も多かったが、ポーランド語でウィーンはいつもウィーンが鳴るなど用意のなかった言語もある。後期はさらにマイナーな言語を使った。朝鮮語については「ハングルご（かんこくのことば）」という表記であった。
おしえて!えらいひと
さまざまな道のエキスパートの方が登場し、子どもにもわかるように説明してくれる。人選は硬軟に溢れていて、日本共産党委員長の不破哲三（当時。現・共産党付属社会科学研究所所長）、児童漫画家の第一人者である藤子・F・不二雄やAV女優の飯島愛などが登場している。1993年10月25日にはミュージシャンのジャミロクワイも出演し、バンド名が名付けられた経緯が紹介された（詳細な由来はジャミロクワイの「バンド名」参照）。他にもマライア・キャリーや、当時TM NETWORKのメンバーだった小室哲哉もこのコーナーに出演したことがある。
おしごといっぱい!→おしごといっぱい
一人の職業人の仕事の様子を通して、様々な仕事を紹介するコーナー。
はだかでかがく
週替わりで女性アイドルたちが、高校〜大学レベルの物理、科学を説明するが、タイトル通りCGで作られた温泉に漬かりながら「はだか」(見えるのは肩まで)で説明している。中盤からアイドルの背後に数人の男性スタッフがエキストラとして出演。コーナー冒頭のBGMは辺見マリの「経験」。
おとのはくぶつかん
みなみどうよう
はらぺこだいさく
番組初期のコーナー。
ちなつのへや
変なもの同士を無理矢理対決させるアニメコーナー。前後に大坪のアニメキャラクターが必ずオナラをする（城ヶ崎祐子、八木亜希子が代役を務めたことがある）。
そうちょうばくしょうよせ
女性漫才コンビ、せんにちまえちなつ・ちあき（大坪千夏、千秋）が漫才やアコーディオン漫談など披露。後期のEDテーマ「あきのくりづくしメニュー」も歌った。終盤ではウゴウゴくん・ルーガちゃんも参加しての4人漫才となった。

## 2号のコーナー
ウゴルーびじゅつかん
進行はシュールくん。初期はフジテレビ玄関に子どもたちを招いて、後期はゲストを招いてパソコンで絵を描いてもらっていた。ウゴウゴくんからウゴルー賞（最優秀賞）に選ばれると賞品（ウゴウゴくんのサイン入り色紙、入院時のお見舞いの残りなど）が贈られた。シュールくん曰く、4番目の席には「えらいひと」が座っていることが多かった。
ナマでおしえてえらいひと
おしえてえらいひとの生放送版。上記のウゴルーびじゅつかんで４番目の席に座っていた人がこちらのコーナーにそのまま登場したこともあった。
トマトちゃんのよるのなまドラマ
視聴者参加のテレゴングで展開が変わる生ドラマを放送。1作目は「さわやか山田くん」2作目は「青いパルナス」。初期のテレゴングは番組が事前にお願いした200人が参加、次に300人となり、最終的には一般視聴者全員が参加できるようになった。初期はひとつの電話番号に掛ける方式だったが、選択肢ごとに電話番号が割り振られた。初期はなかなか電話が繋がらず、回線がパンクしそうになり偉い人に叱られたという。トマトちゃん曰く、エッチな選択肢に電話が集中してしまうらしい。
ウゴルーシージーこえずもう
進行はロボットくん。送ってもらったイラストと応援（声）で相撲をする。初期は個人戦、以降は小学校対抗の団体戦で、末期は小学生チーム対OLチームになった。放送期間の後半からは参加者のもとへ中継が出るようになり、勝利チームに米俵と日高昆布が贈られることになった。勝利チームは甲子園よろしく校歌（OLチームが勝利した場合は社歌など）を歌う。
とうきょうこくさいおやじせんしゅけん
進行はトニー。毎回様々なお題をもとに参加者２人の親父のうち、どちらがより親父らしいかで勝敗を決める。慢性的に応募が少なかったらしくコーナーは1993年いっぱいで終了してしまった。
おとなのふまんだブー
とうきょうこくさいおやじせんしゅけんに代わって始まったコーナーで、ふまんだブーの大人版。
珍法解々（ちんぽうかいかい）
中国の水墨画風のイラストで毎回ためになることわざを紹介。しかし本来の意味とは少しズレている。
うちゅうくん
緑色で二頭身のキャラクターうちゅうくんが宇宙規模ではない些細な出来事に巻き込まれる。
よるのめいさくげきじょう
桃太郎やピノキオなど童話の一節を紹介。しかしオチはすべて浣腸である。
おやじエモン
裏番組として放送されているアニメのオマージュ。しかしおやじなので本家のように上手くいかない。
ADおやじ
釣りピチャ シァン･ペイ
タイトルは某釣り漫画のオマージュだが、中身はミュージシャンを志す青年の物語だった。
かがやけ！ウゴウゴヤングかようさい
特別企画として1994年1月14日・2月25日の2回放送された音楽企画。司会としてキダ・タローが登場。初回放送時ウゴウゴくんはマイコプラズマ肺炎を発症し入院していたため、代役としてウゴウゴくんの姉が出演していた。第2回のかがやけ！ウゴウゴヤングかようさいをもって、ウゴウゴルーガ2号は半年間の放送を終了した。

## 放送時間
| 期間       | 期間       | 放送時間（日本時間）    | 備考                                                                          |
| ---------- | ---------- | ----------------------- | ----------------------------------------------------------------------------- |
| 1992.10.05 | 1993.03.31 | 月曜 - 金曜 6:10 - 6:40 | 開始当初の放送時間                                                            |
| 1993.04.01 | 1993.09.30 | 月曜 - 金曜 7:30 - 8:00 | 『FNN World Uplink』の終了に伴う。                                            |
| 1993.10.01 | 1994.03.25 | 月曜 - 金曜 7:00 - 7:30 | 『FNN おはよう!サンライズ』の放送枠縮小と『ポンキッキーズ』の放送開始に伴う。 |

なお、関東地方の92年10月1日からの朝の番組枠は5日以降と同様のフォーマットになっていたが、当番組は5日からの放送となっていたため、当番組スタートまでの1日・2日の当番組枠は『キテレツ大百科』の再放送で埋めていた。1993年8月17日から20日までの生放送は、同日16時に午後の部も存在した。
また『ウゴウゴルーガ2号』の放送時間は、1993年10月22日の初回放送から、1994年2月25日の最終回まで、金曜日19時 - 19時30分の生放送で変動はなかった。

### 再放送
関東地区での再放送は、本放送開始1ヶ月後の1992年11月9日より、月曜 - 金曜16時 - 16時30分で放送、同月30日で一旦休止し、翌年1月11日より同枠で再開するも、同年9月30日で再放送を打ち切った。なお同年7月19日から7月30日の間は、『あっぱれさんま大先生』の再放送による特別編成のため休止した他、同年8月17日から20日までの間も、本番組の生放送の午後の部「ウゴウゴルーガ ミュージアム オンエア」を放送するために再放送を休止した。

### 各地のネット状況
『なつデラックス』を除き全編ローカルセールス枠のため、当時のフジテレビ系フルネット局でも本編は愛媛放送（現・テレビ愛媛）のみ未放送となったほか遅れネットの地域もあり、本編を放送していても2号が未放送や途中打ち切りの場合もあった。
系列は放送終了時（ネット打ち切り時は打ち切り時点）の系列。
| 放送対象地域  | 放送局             | 系列                                         | 概要 |
| ------------- | ------------------ | -------------------------------------------- | --- |
| 関東広域圏    | フジテレビ         | フジテレビ系列                               | 製作局 |
| 北海道        | 北海道文化放送     | フジテレビ系列                               | ミュージアムオンエアは未放送 2号は第7回（1993年12月10日）で打ち切り。 |
| 秋田県        | 秋田テレビ         | フジテレビ系列                               | 1993年4月1日ネット開始。 ミュージアムオンエアは未放送 |
| 岩手県        | 岩手めんこいテレビ | フジテレビ系列                               | |
| 山形県        | 山形テレビ         | フジテレビ系列                               | 1993年3月31日打ち切り |
| 宮城県        | 仙台放送           | フジテレビ系列                               | ミュージアムオンエアは未放送 |
| 福島県        | 福島テレビ         | フジテレビ系列                               | |
| 新潟県        | 新潟総合テレビ     | フジテレビ系列                               | 現・NST新潟総合テレビ 1993年4月1日ネット開始。 ミュージアムオンエアは未放送 |
| 長野県        | 長野放送           | フジテレビ系列                               | [ 27 ] |
| 静岡県        | テレビ静岡         | フジテレビ系列                               | ミュージアムオンエアは未放送 2号は第7回（1993年12月10日）で打ち切り。 |
| 富山県        | 富山テレビ         | フジテレビ系列                               | 1993年4月1日ネット開始。 ミュージアムオンエアと2号は未放送 |
| 石川県        | 石川テレビ         | フジテレビ系列                               | 1993年3月15日ネット開始。 ミュージアムオンエアと2号は未放送 |
| 福井県        | 福井テレビ         | フジテレビ系列                               | 1993年4月1日ネット開始。 ミュージアムオンエアと2号は未放送 |
| 中京広域圏    | 東海テレビ         | フジテレビ系列                               | 1992年10月12日から1993年3月29日までと 1994年2月21日から3月31日までは月曜 - 金曜6:00、 1993年3月30日・31日は火曜・水曜5:45、 同年4月1日から9月30日までは月曜 - 金曜7:25、 同年10月4日から1994年2月17日までは月曜 - 木曜16:30での放送。 ミュージアムオンエアは同時ネット 2号は未放送 |
| 関西広域圏    | 関西テレビ         | フジテレビ系列                               | 1993年4月4日から10月31日までは日曜9:00、 同年11月5日から1994年3月18日までは金曜17:25での、 基本的には1週間分を5週間かけての放送。 2号は未放送 |
| 島根県 鳥取県 | 山陰中央テレビ     | フジテレビ系列                               | 途中から同時ネット開始の模様。 2号は未放送 |
| 岡山県 香川県 | 岡山放送           | フジテレビ系列                               | 本番組放送時間が月曜 - 金曜 7:00 - 7:30だった時期は 7:27 - 7:30に『チェリーミミのワン・ツー・ステップ』を挿入。 ミュージアムオンエアは未放送 |
| 広島県        | テレビ新広島       | フジテレビ系列                               | 1993年1月15日打ち切り、同年10月1日ネット再開。 2号は未放送 |
| 愛媛県        | 愛媛放送           | フジテレビ系列                               | 現・テレビ愛媛 本編は未放送 2号のみ同時ネット、第10回（1994年1月28日）で打ち切り。 |
| 福岡県        | テレビ西日本       | フジテレビ系列                               | ミュージアムオンエアは未放送 |
| 佐賀県        | サガテレビ         | フジテレビ系列                               | 1993年4月1日から1994年3月25日までは 末尾1分（7:59 - 8:00 → 7:29 - 7:30）に『おはよう県庁』を挿入。 ミュージアムオンエアと2号は未放送 |
| 長崎県        | テレビ長崎         | フジテレビ系列                               | ミュージアムオンエアと2号は未放送 |
| 熊本県        | テレビ熊本         | フジテレビ系列                               | ミュージアムオンエアは未放送 |
| 宮崎県        | テレビ宮崎         | フジテレビ系列 日本テレビ系列 テレビ朝日系列 | 1993年7月1日ネット開始。 ミュージアムオンエアと2号は未放送 |
| 沖縄県        | 沖縄テレビ         | フジテレビ系列                               | 1993年4月1日ネット開始。 ミュージアムオンエアと2号は未放送 |
| 青森県        | 青森テレビ         | TBS系列                                      | [ 注 30 ] [ 42 ] |
| 山梨県        | テレビ山梨         | TBS系列                                      | [ 注 31 ] [ 42 ] |
| 大分県        | 大分放送           | TBS系列                                      | 1993年9月1日から30日までは月曜 - 金曜14:30、 同年10月1日から1994年3月25日までは月曜 - 金曜17:28での放送。 |

- 鹿児島テレビは本編終了7日後の1994年4月1日（鹿児島讀賣テレビ開局）まで日本テレビ系列主体のクロスネット局で、早朝時間帯がテレビ大分同様日本テレビ系列の番組が組まれていた関係上一切放送されていなかった[注 34]。また、南日本放送や鹿児島放送への番販もなかった。
- 1993年8月28日（土曜日）20:00 - 20:54に放送された『なつデラックス』に関しては、『ウッチャンナンチャンのやるならやらねば!』打ち切りによるつなぎ番組の一環として放送され、『やるならやらねば!』を同時ネットしていた当時のフジテレビ系列フルネット23局とテレビ宮崎ではフジテレビと同一のつなぎ番組を放送していたため、同デラックスも当時のフジテレビ系列フルネット23局とテレビ宮崎で放送されたことになる[18]。

## 書籍
- ウゴウゴルーガ（フジテレビ出版 / ビレッジセンター出版局）
- うんこ -ウゴウゴ文学大賞選集-（フジテレビ出版 / 扶桑社、監修：谷川俊太郎、糸井重里、高橋源一郎、荻野目洋子、光岡知足）
- 人生いろいろウゴウゴルーガ（フジテレビ出版 / ビレッジセンター） - 劇中のCGアニメから抜粋した単行本。
  1. ミカンせいじんの人生
  2. あにきの人生
  3. てんざるくんの人生
  4. ぶるたぶちゃんの人生
  5. おやじむしの人生
  6. しかとの人生
  7. がんばれ!まさおくんの人生
- はだかでかがく!（フジテレビ出版 / メディアファクトリー）

## CD

### シングル
- 「こどもなんだよ」（キャット・ミキ）/「ショーガクセイ イズ デッド」（はのあき withウゴウゴくんとルーガちゃん）：ポニーキャニオン（1993年5月11日） - オープニング・テーマとエンディング・テーマ収録の両A面シングル。
- 「東京は夜の七時」（ピチカート・ファイヴ）：日本コロムビア（1993年12月1日） - 「ウゴウゴルーガ2号」オープニングのうた
- 「パーフェクト・レインボウ」（cornelius）：ポリスター（1993年11月10日） - 「ウゴウゴルーガ2号」おわりのうた

### アルバム
- 『DE-LUXE』（荻野目洋子withウゴウゴ・ルーガ）：ビクターエンタテインメント（1993年7月21日）

### ミニアルバム
- 『モダンどうよう』（CoCo）：ポニーキャニオン（1993年8月20日）
- 『C.C.ガールズがうたうおねえたまどうよう』：（C.C.ガールズ）：ワーナーミュージック・ジャパン（1993年9月25日）
- 『ウゴウゴ・ルーガのピチカート・ファイヴ』（ピチカート・ファイヴ）：日本コロムビア（1994年2月10日） - ウゴウゴ、ルーガらがゲスト参加したコラボレーション作品。

## DVD
- ウゴウゴルーガ おきらくごくらく15年! 不完全復刻DVD-BOX（2007年10月5日発売、受注予約生産 2007年3月1日予約開始）[4]
- ウゴウゴ・ルーガDVD 地球にたぶん優しいエコシリーズ 全5巻（2009年3月25日発売）[44]